# BC Timba Timișoara
BC Timba Timișoara este un club românesc de baschet cu sediul în Timișoara, România. Echipa joacă în sezonul 2014-2015, în Divizia A.

## Istorie
Echipa a promovat în prima ligă națională de baschet la finalul sezonului 2011-2012, în primul ei sezon din LNBM clasându-se la finalul sezonului regulat pe un onorabil loc 13, surclasând echipe cu o tradiție mai mare precum BC Farul Constanța, BC Miercurea Ciuc sau Dinamo București.
„Urșii” își împart fanii, popularitatea și sala cu cealaltă echipă a Timișoarei: BC Timișoara, la capitolul baschet orașul Timișoara se poate lăuda așadar cu 2 echipe de baschet masculin plus o echipă de baschet feminin.
În sezonul 2012-2013 cu antrenorul Bogdan Murăresci și căpitan Denham Brown, echipa timișoreană a terminat campionatul pe locul 13 fiind nevoită să joace pentru a rămâne în prima ligă de baschet cu ocupanta locului 12: CSS Giurgiu.
Deși au fost înfrânți în primele două meciuri pe terenul celor de la Giurgiu, formația din Timișoara a întors rezultatul și a câștigat seria cu scorul general de 3-2 reușind astfel să rămână pentru încă un sezon în LNBM.
În sezonul 2013-2014 BC Timba Timișoara începea sezonul promițător transferând 6 străini pe lângă lotul român deja existent, în plus echipa începuse deja pregătiri la diverse turnee în țară.
Au urmat însă primele partide din campionat pe care Timba le-a pierdut, plus eliminarea din Cupa României, combinate cu problemele financiare iar echipa timișoreană încet dar sigur a rămas fără lotul de străini, John Florveus fiind singurul străin rămas în lot.
Urșii au terminat sezonul 2013-2014 pe locul 12 cu un bilanț de 3 victorii și 23 de înfrângeri cu o medii de 69,0 puncte marcate/meci și 88,4 puncte primite/meci.
În sezonul 2014-2015, BC Timba Timișoara a terminat sezonul regulat pe poziția a 12-a cu un bilanț general de 5 victorii și 19 înfrângeri retrogradând astfel în eșalonul secund al baschetului românesc.
În Cupa României, bănățenii au trecut în primul tur de către CS Universitatea Cluj fiind însă eliminați în sferturi de către BCM U Pitești după o dublă victorie a argeșenilor.
În sezonul 2016-2017, timișorenii au reușit să câștige turneul final al ligii secunde și implicit să obțină promovarea în liga națională de baschet masculin după o pauză de doar 2 ani.